# Artusroman
Der Artusroman ist eine literarische Gattung, die verschiedene Werke der Autoren Chrétien de Troyes, Hartmann von Aue und Ulrich von Zatzikhoven umfasst. Wolframs von Eschenbachs Parzival wird unter der Bezeichnung „arthurischer Gralroman“ ebenso zu der Gattung gezählt wie die sogenannten nachklassischen Artusromane der Autoren Wirnt von Grafenberg, Heinrich von dem Türlin, Der Stricker, Der Pleier und Konrad von Stoffeln. Die zahlreichen Werke der verschiedenen Autoren eint die Tatsache, dass der legendäre König Artus (engl. Arthur) und seine Ritter der Tafelrunde stets den zentralen Bezugspunkt der Handlung bilden, was auch der Grund für den Namen der Gattung ist.

## Entstehung und Verbreitung
Als Begründer des Artusromans gilt der Franzose Chrétien de Troyes (1135–1188), der die Romane Erec et Enide, Cligès, Yvain, Lancelot und Perceval schuf, die als die klassischen Werke der Gattung zu bezeichnen sind. Chrétien bediente sich dabei keltischen Erzählguts, das durch Geoffrey von Monmouths Historia Regum Britanniae, die als Idealbild und Warnung für den englischen Staat kreiert wurde, um 1136 erstmals größere Verbreitung erfuhr. Auch die Bearbeitung durch Wace, der um 1155 mit dem Roman de Brut den historischen Stoff in einen höfischen Kontext einkleidete, trug zur Popularität bei. Strittig ist jedoch, ob Chrétien neben Monmouths Historia Regum Britanniae zusätzlich aus mündlichen Überlieferungen keltischer Geschichten schöpfen konnte. Dass Chrétien das erwähnte Werk Waces kannte, darüber besteht indes kein Zweifel. Wie Kurt Ruh feststellt, wurden einige Konzeptionen Waces in den Werken Chrétiens jedoch verändert:
- Der in Waces Werk als Heerführer und Eroberer konzipierte König Artus wandelt sich bei Chrétien in einen passiven Herrscher, der auf Interessenausgleich bedacht ist und den Helden der Handlung mehr als Inspirator, denn als eigentlicher Protagonist der Handlung dient.
- Nationale Bezüge sind bei Chrétien zugunsten einer märchenhaften Idealgesellschaft aufgegeben. Dies schlägt sich auch erneut im Bild König Artus nieder, der sich, im Gegensatz zur klassischen Königsrolle bei Wace, mit einer Gruppe gleichberechtigter Ritter umgibt (Tafelrunde).
- Auch die für eine historisch-nationale Konzeption relevanten Heereskämpfe sind bei Chrétien der Darstellung der Abenteuer einzelner Ritter gewichen[6]

### Historischer Kontext
Die neuere Forschung geht davon aus, dass die Propagierung der arthurischen Tradition auf Herrschafts- und Machtinteressen zurückzuführen ist (Gottzmann, Carola: 1989, S. 7). Heinrich I. von England (1068–1135) sorgte für eine Verbreitung des Stoffes, um die Verherrlichung Karls des Großen in Frankreich einzudämmen. Auch Heinrich II. von England griff diesen Ansatz auf, sorgte dafür, dass an seinem Hof bedeutende arthurische Dichtungen entstanden, und ließ gar nach den Gebeinen König Artus suchen.

### Verbreitung in Europa
Wegweisend für die europäische Verbreitung des Artusromans war die Übersetzung von Chrétiens Erec durch Hartmann von Aue um 1180 sowie des Yvain um 1200, die die Entstehung des deutschen Artusromans einläuteten. Die Beweggründe Hartmanns für die Adaption des Stoffes sind ebenso wenig bekannt wie die Identität seiner Auftraggeber. Vermutet wird jedoch, dass ein hohes Adelsgeschlecht dafür verantwortlich zeichnet; hier kommen vor allem die Häuser der Zähringer und der Welfen in Betracht. Obwohl sich Hartmann stark an den Vorgaben Chrétiens orientierte, sind bei der Übersetzung der klassischen Romane große Variationen erkennbar: „Während Chrétiens Roman 6 958 Verse zählt, hat Hartmanns Erec 10 135 Verse (plus 46 Prozent); Chrétiens Yvain verfügt über 6 818 Verse gegenüber 8 166 Versen im Iwein Hartmanns (plus 20 Prozent).“ Unter Rücksichtnahme auf ein literarisch weniger erfahrenes Publikum in Deutschland reduzierte Hartmann die direkte Rede der handelnden Personen zugunsten einer ausgeweiteten Erzählerrolle. Als weitere Rezeptionserleichterung kann das deutlichere Herausstellen von Kontrasten bei Hartmann angeführt werden. Dies zeigt sich beispielsweise bei der Übersetzung des Erec: Die Familie der Enite ist deutlich ärmer dargestellt als in der Vorlage Chrétiens, „das Haus eine Ruine, das Mädchen schlechter gekleidet, die Waffen des Vaters alt und unmodern.“
Insgesamt lässt sich die Geschichte des deutschen Artusromans in drei Phasen einteilen, die sich an den Textüberlieferungen orientieren: Die erste Phase mit 5 Werken, reicht von 1180 bis 1215, die zweite Phase mit 11 Werken dauert das gesamte 13. Jahrhundert an und reicht bis ins 14. Jahrhundert, die dritte Phase schließlich endet im 15. Jahrhundert.
Auch wenn die größte Popularität der Gattung in England, Frankreich und Deutschland anzusiedeln ist, erstreckte sich der Artusroman auch auf Italien, wo um 1275 Rusticiano da Pisa mit dem Meliadus den ersten Artusroman schreibt, der den Vorläufer der Blütezeit der Gattung in dem Land im 14. Jahrhundert bildet. Im 13. und 14. Jahrhundert entstehen auch in Holland Artusromane, etwas später, im 14. und 15. Jahrhundert, dann auch in Spanien und Portugal. Auch wenn die thematisch-inhaltliche Grundkonzeption in ganz Europa die Gleiche ist, stellt Carola Gottzmann fest, dass sich die Verbreitung in vier unterschiedliche Dichtungstypen unterscheiden lässt, die in den verschiedenen Ländern hauptsächlich vertreten waren „1. Chronik (England, Frankreich, Spanien); 2. Versepik (in allen Ländern außer Schweden und zu allen Zeiten verbreitet); 3. Prosaromane (Volksbücher, Deutschland, Niederlande, Dänemark und die nordische Saga-Literatur werden hierunter subsumiert); 4. Balladen. (in Skandinavien, England, Spanien)“

## Gattungsspezifik
„Ein Exemplar kann nur innerhalb oder außerhalb einer Gattungsgrenze liegen. Uneindeutige Zuordnungen sind nicht möglich. Kriterium der Zuordnung ist das Vorhandensein bestimmter Merkmale, die für die Textgattung als typisch bestimmt werden. In einer strengen Anwendung der Prinzipien müssen alle Merkmale vorhanden sein; fehlt schon eines der Merkmale, ist eine Zuordnung nicht mehr möglich. Gleichzeitig gilt, dass alle Exemplare einer Gattung, die sich auf diesem Wege zuordnen lassen, gleich sind, und zwar in dem Sinne, dass sie alle die Menge der für die Textgattung als typisch bestimmten Merkmale aufweisen.“
Um die Werke verschiedener Autoren, wie von Doris Tophinke skizziert, der Gattung der Artusroman zuzuordnen, bedarf es der Untersuchung einiger Merkmale. Im Folgenden wird sich daher mit der Rollenkonzeption König Artus und dem wesentlichen gattungsspezifischen Strukturmerkmal, dem Doppelweg, befasst.

### Figur König Artus und die Ritter der Tafelrunde
Als Chrétien de Troyes den klassischen Artusroman Erec et Enide verfasste, lagen bereits mündliche Erzählungen über die Figur König Artus vor, aus denen er schöpfen konnte. Eine der frühesten schriftlichen Erwähnungen findet sich in der Historia Brittonum, die um 830 in Wales entstanden sein soll. Dort wird berichtet, Artus habe im 5. Jahrhundert zwölf Schlachten gegen die Sachsen erfolgreich angeführt. Insgesamt stellt sich das Bild des Königs in der europäischen Literatur jedoch sehr vielfältig dar: Artus wird als Krieger, vorbildlicher König und heiliger und als blasser Herrscher dargestellt. Sein Wesen wird von feige bis unerschrocken, aufbrausend und zornig einerseits und ausgleichend und liebenswürdig andererseits dargestellt. Das Reich des Königs lässt sich von Britannien bis in die Bretagne lokalisieren, was die Nennung von Ortsnamen seiner Hofburgen zeigen: Carduel, Cardigan, Caerleon, Nantes und weitere. Artus ist kein Herrscher im herkömmlichen Sinne, er ist lediglich „der erste unter prinzipiell gleichen“, was die Konzeption der Tafelrunde deutlich macht, an denen sich die edelsten und tapfersten Ritter versammeln, um gemeinsam zu entscheiden wie „Gesetz, Wahrheit, Glauben und Gerechtigkeit“ verteidigt werden können. (Das Konzept wurde schon von Augustus genutzt, siehe primus inter pares.) Hilkert Weddige möchte die Tafelrunde allerdings nicht als „Vorwegnahme demokratischer Gleichheit“ verstanden wissen, vielmehr handele es sich dabei um eine Zusammenkunft einer Elite, in die nur aufgenommen werde, wer sich durch besonderes Verdienst und Ehre dafür qualifiziert habe. Inhaltlich charakterisierend für den Artusroman ist die Darstellung des Königs: Der „Repräsentant vollendet höfischen Rittertums“, wird in den Romanhandlungen grundsätzlich nicht selbst aktiv, sondern fungiert als Ruhepol, der den eigentlichen Protagonisten der jeweiligen Werke die Möglichkeit zur Ausreise in fremde Gebiete und damit die Möglichkeit zur Erlangung von Ruhm und Ehre bietet. Damit „verkörpert Artus das Idealbild einer statischen Ordnung der höfischen Welt.“ Dabei ist der König das Vorbild der Handlung und ihr „Garant“, wie es Volker Mertens bezeichnet, womit die gattungskonstituierende Funktion von Artus gemeint sein kann.

### Erläuterungen am Beispiel desErecvon Hartmann von Aue
Hartmanns von Aue Erec gilt als einer der Klassiker der deutschen Artusliteratur, weswegen dieses Werk als Erläuterungsgrundlage für die Darstellung einer Gattungsspezifik, der Doppelwegstruktur, dienen soll.

### InhaltsangabeErec
Die Romanhandlung beginnt mit der Jagd auf den weißen Hirsch, die König Artus traditionsgemäß zu Ostern abhält. Da der Protagonist des Romans, Erec fils du roi Lac [Erec der Sohn des Königs Lac], noch keine Abenteuer bestanden hat und daher nicht an der Hirschjagd teilnehmen darf, begleitet er die Frau von König Artus auf einen Spazierritt. Dort treffen Erec, die Königin und eine Dame des Hofes auf einen Zwerg und einen Ritter (V. 1-40). Die Königin wünscht den Namen des Ritters zu erfahren und schickt ihre Hofdame, diesen in Erfahrung zu bringen. Der Zwerg versperrt ihr jedoch den Weg und schlägt sie mit einer Peitsche (V. 50-60). Daraufhin versucht Erec den Namen des Ritters zu erfahren, wird jedoch ebenfalls von dem Zwerg geschlagen (V. 90-100). Da Erec seine Waffen nicht bei sich trägt, kann er die Beleidigung durch den Zwerg und den Ritter, in dessen Obhut sich der Zwerg befindet, nicht rächen, was ihm große Scham bereitet. Er beschließt daraufhin, dem Ritter und dem Zwerg nachzureiten, um sich später an ihnen zu rächen (V. 135). Da sich seine Rüstung außer Reichweite befindet, reitet er unbewaffnet los (V. 150). Der fremde Ritter und sein Zwerg erreichen die Burg Tulmein des Herzogs Imain, der dort gerade das traditionelle Fest des Sperberkampfs abhält (V. 175-200).
Da der Ritter und der Zwerg in der Burg einkehren, sucht sich Erec in der Umgebung ebenfalls eine Bleibe und erreicht die ärmliche Behausung von Koralus (V. 300), die dieser mit seiner Frau Karsefine und seiner Tochter Enite bewohnt. Der Onkel von Koralus ist der das Burgfest veranstaltende Imain (V.300-435). Von Koralus erfährt Erec, dass der Ritter, den er verfolgte, Ider heißt und im ganzen Land hohes Ansehen genießt (V. 460). Nachdem Erec von dem Wettbewerb des Sperberkampfs erfahren hat, beschließt er, an diesem teilzunehmen, um Ider die ihm angetane Schmach zu rächen. Er bittet Koralus Tochter Enite, deren Schönheit ihn überwältigt, ihn zu begleiten (V. 500-510). Außerdem leiht er sich von Koralus Waffen und Rüstung und bricht am nächsten Tage zur Burg auf (V. 600-630). Als Erec und Enite auf der Burg den Schauplatz des Sperberkamps betreten und den Vogel erblicken, fordert Erec seine Begleiterin auf, den Sperber an sich zu nehmen, und fordert damit Iders Zorn heraus, der den Sperber für sich beansprucht (V. 680-725). Es kommt daraufhin zum Kampf zwischen Erec und Ider, aus dem Erec siegreich hervorgeht (V. 765-950). Da Erec den Peitschenhieb des Zwerges durch den Sieg über Ider gerächt hat, erbarmt er sich und schenkt Ider das Leben (V. 1010).
Allerdings verpflichtet er Ider, zusammen mit seinem Zwerg, zum Hof König Artus’ zu reisen und dort von seiner Niederlage zu berichten und Buße zu tun, was dieser tut (V. 1080–1245). Weil Erec so Großes vollbracht hat, beschließt die Gesellschaft an der Burg Tulmein, ihm höchstes Lob zuteilwerden zu lassen und verkündet, „es gäbe keinen Zweifel daran, er sei der Beste der je ins Land gekommen war“ (v. 1285–1307). Anschließend brechen Erec und Enite zum Artushof auf. Auf der Reise verlieben sich die beiden ineinander (V. 1395–1680). Bei der Ankunft am Artushof löst die Schönheit Enites bei der versammelten Ritterschaft Erstaunen aus (V. 1725–1785).
Siehe auch: → Sperberkampf.
Wenig später heiraten Erec und Enite am Artushof, nach der ausgedehnten Hochzeitsfeier wird außerdem ein Turnier veranstaltet, in dessen Verlauf Erec als Sieger hervorgeht und sich großen Ruhm einhandelt (V. 1885–2860). Erec beschließt nun mit seiner Frau in seine Heimat Destregales (Hauptstadt: Karnant) zu reisen, wo die beiden König und Königin werden (V. 2860–2920).
Erec und Enite werden dort sesshaft, was dadurch zum Ausdruck kommt, dass die beiden ganze Tage im Bett verbringen und Erec infolgedessen seinen Pflichten als Ritter nicht mehr nachkommt (2928–3000). Die Hofgesellschaft beginnt über diesen Zustand zu lästern, was Königin Enite zu Ohren kommt. Darüber ist diese sehr betrübt und beginnt heimlich zu klagen (V. 3030). Erec zwingt seine Frau, ihm zu berichten, worüber sie klagt und beschließt dann heimlich auf Aventiure-Fahrt [Abenteuer-Fahrt] zu gehen, um seinen guten Ruf wiederherzustellen (V. 3035-3090). Weil Enite heimlich über die verlorene Ehre Erecs geklagt hat, befiehlt er ihr, ihn auf der Aventiure-Fahrt zu begleiten und belegt sie mit einem Schweigegebot (V. 3094-3103). Kurz nach Beginn der Fahrt durchqueren die beiden einen Wald, in dem ihnen Räuber auflauern. Da Erec die Räuber nicht zu bemerken scheint, warnt ihn Enite und bricht damit ihr Schweigegebot (V. 3120-3185). Erec besiegt die Räuber, bestraft allerdings Enite – nur wenig später wiederholt sich der Hergang, es lauern ihnen erneut Räuber auf, Enite warnt ihren Gatten zum zweiten Mal und wird wieder bestraft (V. 3220-3430).
Im weiteren Verlauf der Reise erreichen Erec und Enite eine Burg, die durch einen mächtigen Grafen beherrscht wird (V. 3475). Eine Einladung des Grafen, auf der Burg zu nächtigen, schlägt Erec aus, und die beiden verbringen die Nacht in einem Gasthaus. Der Graf geht dorthin und versucht, Enite hinter dem Rücken Erecs dazu zu zwingen, seine Frau zu werden, Enite überlistet den Grafen und flieht mit Erec in der Nacht (V. 3730-4025). Am kommenden Tag stoßen die beiden auf den König Guivrez, und es kommt zum Kampf zwischen ihm und Erec, aus dem Erec als Sieger hervorgeht (V. 4320-4445). In dem Kampf mit Guivrez wird Erec schwer verwundet und ist sichtlich geschwächt, er begegnet Keie und Gawain, die ihn zu einer Zwischeneinkehr am Artushof überreden wollen. Erec lehnt zwar ab, durch eine List gelingt es den beiden aber dennoch, dass Erec von der Artusgesellschaft in Empfang genommen wird, wo er von seinen Verletzungen geheilt wird und sich erholt (V. 4629-5250). Erec befindet, dass seine Ehre noch immer nicht wiederhergestellt ist, und beschließt daher, sobald seine Wunden geheilt sind, vom Artushof wieder aufzubrechen (V. 5275) und reitet in Begleitung von Enite ins Ungewisse (V. 5290).
Kurze Zeit später vernimmt Erec die Klagen der Frau des Ritters Cardoc abseits des Weges. Sie berichtet ihm, ihr Mann sei von zwei Riesen entführt worden und werde nun zu Tode gequält, woraufhin sich Erec entscheidet, Cardoc zu Hilfe zu eilen (V. 5295-5371). Als Erec Cardoc findet und sieht, wie sehr die Riesen ihn quälen, „bewegte des Ritters Qual sein Herz so heftig“, dass er, obgleich die Riesen sehr bedrohlich wirkten, ihnen das nicht durchgehen lassen konnte (V. 5429-5433). In einem schweren Kampf besiegt Erec die Riesen und bringt Cardoc seiner Frau zurück, woraufhin dieser beschließt, zu König Artus zu reiten, um zu berichten, welche Heldentaten Erec vollbracht hat (V. 5435-5700).
Der Kampf hat Erec so viel Kraft gekostet, dass er vor Enites Augen ohnmächtig vom Pferd fällt und sie glaubt, er läge im Sterben, sie beschließt daraufhin, Selbstmord zu begehen (V. 5720-6113). Daran wird sie von Graf Oringels gehindert, der dahergeritten kommt und ihr das Schwert entreißt, in das sie sich stürzen will (V. 6115). Da Oringels ebenfalls davon ausgeht, dass Erec tot ist, und er von der Schönheit Enites überwältigt ist, nimmt er sie mit auf seine Burg, um sie zu heiraten. Da sie sich weigert, zwingt er sie zur Heirat (V. 6195-6590). Während des Hochzeitsmahls beginnt Enite so laut zu klagen, dass Erec aus seinem Koma erwacht und mit Enite vom Hof Oringels flüchtet, anschließend versöhnen sich die beiden und Erec hebt, aufgrund der großen Treue, die Enite ihm erwiesen hat, das Schweigegelübde auf (V. 6595-6794). König Guivrez erfährt von der Flucht Erecs und Enites vom Hof Oringels und reitet aus, die beiden zu beschützen, da er fürchtet, Oringels werde sie verfolgen. Als er Erec im Wald trifft, erkennen sie einander nicht und kämpfen irrtümlicherweise gegeneinander, bei diesem Kampf wird Erec von Guivrez besiegt (V. 6815-6945). Als sich das Missverständnis aufklärt, entschuldigen sich beide, und Guivrez führt Erec und Enite auf die Burg Penefrec, damit Erec genesen kann (V. 6995-7235).
Nach mehr als vierzehn Tagen beschließen Guivrez und Erec und Enite, zu König Artus zu reisen, da Guivrez jedoch aus Versehen einen falschen Weg einschlägt, landet die Reisegesellschaft in Brandigan (V. 7788-7825). Guivrez warnt Erec, dass in der Umgebung der Burg eine Âventiure zu bestehen sei, die so schwer sei, dass nie ein Ritter von da zurückgekehrt sei, und bittet Erec mehrfach, umzukehren, dieser entschließt sich jedoch, das Abenteuer auf sich zu nehmen, um endlich seinen Ruf wiederherzustellen (V. 7912-8047). Auf der Burg wird Erec die sogenannte „Joie de la curt“-Aventiure erklärt: In einem Baumgarten nahe der Burg wohnt der Ritter Mabonagrin, den noch nie ein Ritter bezwingen konnte, mit seiner Frau (V. 8475-8480). Erec beschließt, den Kampf zu wagen, und ist zuversichtlich, im Falle des Sieges ein höheres Ansehen als jemals zuvor zu erwerben (V. 8527-8558). Als er am nächsten Tag den Baumgarten betritt, erblickt er einen Kreis aus Eichenpfählen, auf denen die Köpfe derer stecken, die vor ihm das Abenteuer nicht bestanden haben. Als er weitergeht, erreicht er ein Zelt, in dem er die Frau Mabonagrins erblickt (V. 8769-8930). Schließlich treffen Erec und Mabonagrin aufeinander, der Kampf beginnt, Erec gehört der Sieg (V. 9011-9340). Nach dem Kampf lässt Erec Mabonagrin am Leben (V. 9385) und zieht hinauf zur Burg, wo ihm zu Ehren ein rauschendes Fest gefeiert wird (V. 9770). Schließlich begibt sich Erec zurück an den Artushof und nimmt die vorher auf der Burg Brandigan lebenden Witwen mit, um sie am Artushof zu versorgen (V. 9875). Auf dem Artushof ist sich die Gesellschaft einig, dass Erec durch den Sieg über Mabonagrin größte Ehre zuteilgeworden ist (V. 9885-9898). Die Romanhandlung endet damit, dass Erec und Enite in ihre Heimat, Reich Karadigan, zurückkehren (V. 9996).

### Doppelwegstruktur
Die sogenannte Doppelwegstruktur gilt in der klassischen Artusforschung als wesentliches, gattungsspezifisches, sinnstiftendes Strukturmerkmal. Als wesentliche Begründer dieses Ansatzes sind Wilhelm Kellermann, Hugo Kuhn, Erich Köhler, Walter Haug, Rainer Warning, Volker Mertens, Christoph Courmeau und Hans Fromm zu nennen. Letzterer hat die Bedeutung der Doppelwegstruktur für Analyse und Verständnis der Artusromane wie folgt zusammengefasst:
„Der strukturelle Sinn der Romanhandlungen erfüllt sich im Gedanken des doppelten Weges. Der Held, ausgezogen, um sich einen Namen zu machen, erobert sich mit der Gewinnung der Frau und in ritterlicher Tat êre und den Glanz der Welt. Artus nimmt ihn unter die Seinen auf; er erfüllt den Anspruch, den die Institution stellt. Blitzartig brechen Schuld, Schulderkenntnis oder Beschuldigung über den Erhobenen herab, und auf einem zweiten Wege ("des longues études"), sinnerfüllter aventiure und tiefgreifenden Selbstverständnisses muss das Verlorene – Frau Herrschaft und Heil – noch einmal erworben werden, nun zu immerwährendem Besitz.“
Vertiefender betrachtet, liegt der Sinn dieser Textstruktur darin, zu verdeutlichen, dass ein Fehler des handelnden Subjekts dazu führt, dass der zuvor erreichte Idealzustand [von Ehre, Frau und Land] verlorengeht und dieser nur über ein verändertes Selbstverständnis dauerhaft zurückerlangt werden kann. Dieses veränderte Selbstverständnis des Subjekts wird durch die Konfrontation mit schwierigen Herausforderungen [Aventiuren] erreicht, die jedoch komplexer sind und mehr Zeit in Anspruch nehmen als auf der ersten Aventiure-Fahrt, durch den der vorherige Idealzustand erlangt wurde. Ging es auf der ersten Aventiure-Fahrt lediglich darum, unter Beweis zu stellen, dass der Held persönlich mutig und ehrenhaft genug ist, um an den Artushof aufgenommen zu werden, so wird die zweite Fahrt dadurch gekennzeichnet, dass der Held sich in den Dienst dritter stellt und hilfebedürftigen zur Seite steht, sozusagen aus altruistischen Motiven handelt. „Allseitig bewährt, gefestigt, geprüft kann der Held an den Artushof zurückkehren.“
Interpretierend betrachtet, wird durch die doppelte Abfolge der Aventiuren die „wechselseitige Bezogenheit von einzelnem und Gesellschaft demonstriert […] Der Dienst für die Gemeinschaft bietet zugleich die Möglichkeit des individuellen Aufstiegs.“ Letztlich erfüllen sich Sinn und lehrreiche Funktion der Artusromanhandlung erst in der Doppelwegstruktur, also in der Wiederholung. Eine „herausragende Leistung der klassischen Artusepik“ besteht denn auch darin, die äußere Handlung so zu konzipieren, dass die inneren, subjektbezogenen Problematiken des Helden [Fehlverhalten] durch die Stationen der Aventiure-Wege deutlich werden.
Abweichend von der Terminologie des Doppelweges spricht Sieburg in seiner Einführung von einer N-Struktur als Grundschema der Handlung, „da die Form des Buchstabens N sehr prägnant den Aufstieg, Fall und erneuten Aufstieg des Protagonisten veranschaulicht.“ Allerdings konstatiert auch er im Laufe seiner Ausführungen, dass dieses Schema bei weitem nicht in allen Romanen zu finden ist, die der Artusepik zugeordnet werden.

### Doppelwegstruktur imErec
Wie bereits angedeutet, lassen sich die klassischen Artusromane im Wesentlichen in zwei Teile untergliedern: Der erste Handlungsteil umfasst den Aufstieg des Helden, es folgt die Krise, die dann im zweiten Handlungsteil überwunden wird, wodurch das Ansehen des Helden größer wird als jemals zuvor. Nicht anders verhält es sich in Hartmann von Aues Erec.
Die Demütigung durch den Zwerg mit der Peitsche direkt zu Beginn des Romans widerfährt ihm selber, er persönlich wird gedemütigt und empfindet Scham.
| „als im der giselslac geschach, mit grôzer schame er wider reit“. (V. 109-110) | „Als ihm der Peitschenschlag widerfahren war, ritt er in großer Scham zurück.“ |

Es gelingt Erec durch seinen Mut diese ganz persönliche Beleidigung gegenüber seiner Person recht schnell zu rächen, was ihm großen Ruhm einbringt.
| „von disen maeren wurden dô vil herzelîchen vrô[…] und daz im sîn êrestiu ritterschaft mit lobelîcher heiles kraft iedoch alsô gar ergie“ (V. 1260–1268) | „Über diese Geschichte freuten sich Artus und die Königin von ganzem Herzen[…] Und gleich sein erstes Ritterabenteuer ihm so rühmlichen und glücklichen Erfolg eintrug," |

An dieser Stelle ist der erste Romanteil gemäß der Doppelwegstruktur abgeschlossen, denn der Protagonist hat ein Abenteuer durch persönlichen Einsatz gemeistert und kommt zu großem Ruhm. Es würde sich hierbei um eine sehr einfach gestrickte Handlung handeln, würde auf den erlangten Ruhm nicht die Krise folgen, die Erec all sein Ansehen kostet: Er wird faul und verbringt die Tage mit Enite im Bett, wodurch er seinen Pflichten als Ritter nicht mehr nachkommen kann.
| „Erec wente sînen lîp grôzes gemaches durch sîn wîp. die minnete er sô sêre daz er aller êre durch si einen verphlac, unz daz er sich sô gar verlac das niemen dahein ahte ûf in gehaben mahte“ (V. 2966–2973) | „Erec gewöhnte sich seiner Frau wegen an große Bequemlichkeit. Er liebte sie so heftig, daß er seine ganze Ehrenstellung allein um ihretwillen aufgab, bis er nur noch faul im Bett lag, so daß ihm keiner mehr Achtung entgegenbrachte.“ |

und weiter
| „daz man im ê sô wol sprach, daz verkêrte sich ze schanden wider die die in erkanden: in schalt diu werlt gar. sîn hof wart aller vreuden bar und stuont nâch schanden“ (V. 2985–2990) | „wie sehr man ihn früher auch gerühmt hatte, das hatte sich in Verachtung verkehrt bei denen, die ihn kannten. Alle Welt sprach schlecht von ihm. Sein Hof wurde aller Freuden leer und geriet in Verruf“ |

Erec sieht sich durch diesen Ehrverlust nun genötigt, zu neuen Abenteuern auszureisen, um unter Beweis zu stellen, dass er des Ritterstandes würdig ist. Ohne Berücksichtigung des Doppelweges, könnte man diesen Verlauf durchaus auch als linear bezeichnen: Auf Abenteuer folgt die Hochzeit und nach einer Verweildauer setzt sich die Geschichte mit neuen Abenteuern fort. Der Sinn dieser ersten bestandenen Prüfungen und der darauffolgenden Krise ergeben sich hingegen erst unter Betrachtung der Doppelwegstruktur. Schließlich sind die auf diesem zweiten Wege zu bestehenden Abenteuer ganz anderer Natur. In der Episode der Hilfe für Cardoc zeigt sich ein Wandel der Handlungsmotivation Erecs. Wurde er im ersten Handlungsteil durch den Peitschenschlag des Zwerges noch selbst verletzt und gedemütigt, was ihn dazu veranlasste zu handeln, so ist er nun nicht selbst betroffen und begibt sich selbst in Gefahr, um anderen zu helfen. „Erec löst sich von seinem selbstgenügsamen, ichbezogenen Handeln und vollbringt soziale Taten; als vorbildlicher Ritter schützt er die Schwachen und Bedrängten.“
| „vrouwe, durch got saget an, waz ist daz ir weinet und wie sît ir sus vereinet in disem walde? durch got saget balde ob ich i uze staten müge komen“ (V. 5339-5344) | „Herrin, sagt mir bei Gott warum Ihr weint und wieso Ihr ganz allein in diesem Wald seid? Um Gottes willen, sagt schnell, ob ich Euch Beistand leisten kann.“ |

Das Verhalten der Riesen, gegen die er im Folgenden kämpfen muss, spiegelt zudem sein negatives, antihöfisches Verhalten auf andere Art wider, denn die Riesen „brâchen vaste ritters reht“ (V. 5412) „verstießen gegen ritterliche Regeln“, indem sie einen wehrlosen Ritter [Cardoc] blutig schlugen, ohne dass dieser ihnen etwas getan hatte und ohne dass dies verhältnismäßig gewesen wäre. Erec machte sich zwar nicht derselben Vergehen schuldig, aber auch er verhielt sich unhöfisch, indem er seine Ritterpflichten vernachlässigt hatte und zu faulenzen begann. Mit der expliziten Erwähnung des unritterlichen Verhaltens der Riesen und dem Kampf Erecs gegen diese wird der Eindruck vermittelt, der „neue“ Erec kämpft im zweiten Handlungsteil gewissermaßen selbst gegen seine eigenen Vergehen aus dem ersten Handlungsteil. Auch hier besteht also eine sinnkonstruierende Verknüpfung zwischen erstem und zweitem Teil des Romans, sofern man die Doppelwegstruktur zur Analyse zugrunde legt. Bemerkenswert ist, dass sich die Situation später, beim Kampf Erecs gegen Mabonagrin, ähnlich darstellt, denn Mabonagrin „[…]gruozte in ein teil vaste gelîch einem übelen man.“ (V. 9025-9026) „[…] grüßte ihn recht grob wie ein Unedler“. Auch hier kämpft Erec also nicht nur gegen einen physisch mächtigen Gegner, sondern ebenso gegen unhöfisches Verhalten. Die selbstkritische Läuterung Erecs wird durch diese, einige Zeit nach dem bestandenen Kampf gegen die Ritter, sogar explizit erwähnt.
| „sît daz ich tumber man ie von tumpheit muot gewab sô grôzer unmâze“ (V. 7012-7014) | „Da ich Dummkopf mir aus Dummheit solchen Übermut anmaßte“ |

Das von Frank Roßnagel oben erwähnte veränderte Selbstverständnis des Helden während der zweiten Aventiure-Fahrt findet hier also seinen Ausdruck. Weil trotz der Läuterung und den uneigennützigen Taten Erecs dessen Ehre noch immer nicht wiederhergestellt ist, ist seine Freude umso größer, als er auf das Abenteuer mit Mabonagrin trifft. Denn diese Prüfung verspricht – bei erfolgreichem Bestehen – sein Fehlverhalten auszugleichen.
| „wan daz ich suochende reit in grôzer ungewisheit, unzdaz ich in nû vunden hân“ (V. 8524-8526)              | „So ritt ich suchend umher in völliger Ungewissheit, bis ich ihn jetzt gefunden habe.“ |
| „guote sî lop, nû hân ich ez vunden dâ ich wider tûsent phunden wâge einen phenninc“ (V. 8534-8536)         | „Gottlob, jetzt habe ich das gefunden, wo ich gegen tausend Pfund einen Pfennig setze“ [gemeint ist der Einsatz seines geringen Ansehens gegen die Möglichkeit im Falle des Sieges großen Ruhm zu erlangen] |
| „dâ von ich gerne wâgen mac mîne kranken êre, daz sich diu hie mêre daz ich gar ze lobe stê“ (V. 8555-8558) | „Deshalb will ich mit Freuden mein geringes Ansehen aufs Spiel setzen, damit es hier wächst, so daß ich hoch gerühmt werde“                                                                                 |

Der Abschluss des zweiten Handlungsteils mündet dann in die Wiedererlangung von Erecs Ruhm und Ehre, wobei das jetzt erworbene Ansehen sein vorheriges noch übersteigt.
| daz er ze dem prîse wart geseit daz von grôzer manheit nieman ze der werlde kaeme tiurre oder baz genaeme, wan nie manne von den landen sô grôz dinc waere erstanden von rîcher âventiure“ (V. 9892-9898) | „indem man zu seinem Ruhm sagte, daß noch niemand geboren sei, der so große Tapferkeit, Adel und Höfischkeit besäße, denn keinem auf der Welt sei so Bedeutendes aus einer so herrlichen Aventüre erwachsen“ |

### Kritik an der Doppelwegstruktur
In der neueren Artusforschung wurde Kritik an dem Strukturmodell des Doppelweges nach Kurt Ruh und Hugo Kuhn geäußert und infrage gestellt, ob die Doppelwegstruktur der Königsweg der Artusromananalyse ist. Matthias Meyer plädiert beispielsweise dafür, sich bei der Betrachtung des Stoffes nicht einzig und allein auf den strukturalistischen Ansatz zu konzentrieren, sondern auch die Protagonistenidentität im Blick zu behalten. Er führt als Beispiel die unterschiedliche Figurenkonzeption im Erec und Iwein an: Im Gegensatz zur Figur des Erec gewinne der Iwein besonders im zweiten Handlungsteil ein deutlich schärferes Profil als es bei Erec jemals der Fall sei. Den Grund dafür sieht er darin, dass die Struktur des Doppelweges allein wohl nicht mehr ausgereicht habe das Publikum zu fesseln, weswegen in dem nach dem Erec erschienenen Iwein an der Protagonistenidentität gefeilt worden sei. Legt man zur Analyse und Beurteilung dieser beiden Artusromane nur die Doppelwegstruktur zugrunde, fällt dieses Detail mehr oder weniger unter den Tisch, da es höchstens möglich wäre, die beiden Epen vom Aufbau her zu vergleichen, während die Konzeption der Protagonisten bei diesem Analyseansatz von nachrangiger Bedeutung wäre. Zudem spreche der strukturalistische Ansatz den Charakteren eine „psychische Tiefendimension“ ab, da sie lediglich in die Struktur eingebunden seien, auf die sich, gemäß der Theorie der Doppelwegstruktur, das eigentliche Augenmerk richtet.
Dass die Doppelwegstruktur „kanonische Geltung“ in der Artusromanforschung erhalten hat, kritisiert auch Elisabeth Schmid. Ihre Kritik konzentriert sich vor allem auf die dogmatische Anwendung des Doppelwegschemas durch Ruh und Kuhn, was sie am Beispiel des Parzival-Romans deutlich macht. Nach der Doppelwegstruktur ist unerlässlich, dass der Protagonist kurz vor dem Schluss erneut am Artushof einkehrt, oder der Roman sogar dort endet. Weil dies beim Parzival nicht der Fall ist, folgerten die strengen Anhänger der Doppelwegstruktur daraus, dass das Fragment vermutlich doppelt so lang werden sollte und sich nur deswegen die Schlussszene nicht am Artushof abspielte, weil der Roman nicht fertig geworden sei. Schmid kritisiert, dass die strenge Anwendung der Doppelwegstruktur einem Autor nicht zugestehe, „von dem einmal geschaffenen Bauplan“ abzuweichen. Zudem müsse man den zweiten Kampf Erecs gegen Guivrez gemäß der Doppelwegstruktur in die zweite Handlungsphase einordnen, in der der Held hauptsächlich aus altruistischen Motiven handelt und vor allem kämpft, um anderen zu helfen. Diese Haltung sei bei dem zweiten Guivrez-Kampf allerdings nicht zu erkennen, was darauf hindeute, dass die Doppelwegstruktur in Details ungenau sei und einige Handlungsabläufe nicht befriedigend erklären könne. So stellt Frank Ringeler denn auch zutreffend fest: „Trotz jahrelanger Bemühungen der literaturwissenschaftlichen Mediävistik um die Gattung Artusroman scheint es nicht gelungen zu sein, die Poetik der Gattung […] angemessen zu beschreiben.“